# Helictes varius
Helictes varius är en stekelart som först beskrevs av Alexander Henry Haliday 1838.  Helictes varius ingår i släktet Helictes och familjen brokparasitsteklar. Inga underarter finns listade i Catalogue of Life.